# Campeonato Europeu de Voleibol Masculino de 2005
O Campeonato Europeu de Voleibol Masculino de 2005 foi a 24ª edição deste torneio bianual que reúne as principais seleções europeias de voleibol masculino. A Confederação Europeia de Voleibol (CEV) foi a responsável pela organização do campeonato, que ocorreu na Itália e na Sérvia e Montenegro.